# Південно-Східна Словенія
Юговзходна Словенія (словен. Jugovzhodna Slovenija) — статистичний регіон на південному сході Словенії. Найбільше місто в регіоні Ново Место. Це найбільший регіон у Словенії. Він має найбільшу частку молодих людей (віком до 14 років) — 15,8 %. Населення весь час зростає і завдяки міграції та природному приросту.

## Общини
До складу регіону входять такі общини:
Чрномель, Доленьське Топлице, Кочев'є, Костел, Лошкий Поток, Метлика, Мирна, Мирна Печ, Мокроног-Требелно, Ново Место, Осилниця, Рибниця, Семич, Содражиця, Стража, Шентєрней, Шентруперт, Шкоцян, Шмарєшкі Топлиці, Требнє, Жужемберк.

## Демографія
Населення: 139 095 (2004).

## Економіка
Структура зайнятості: 41,5 % — послуги, 50,7 % — промисловість, 7,5 % — сільське господарство.

## Туризм
Регіон приваблює лише 2,9 % загального числа туристів у Словенії, найбільше зі Словенії (48,1 %).